# Отрута мантезії
Отрута мантезії — збірник науково-фантастичних розповідей Януша Зайделя, опублікований видавництвом Nasza Księgarnia в 1965 році.

## Список творів
- Єгипетська кішка
- Дивний невідомий світ — оригінал: «Astronautyka», 1963
- Фенікс
- Зразок — перший друк: «Młody Technik», 1963, вперше в антології Повідомлення з п'ятої планети, 1964
- Епідемія
- Studnia
- Робот № 3 — перший друк: «Młody Technik», 1962
- Темрява — перший друк: «Astronautyka», 1965
- Отрута мантезії